# Segno (torrente)
Il Segno è un torrente della provincia di Savona.

## Percorso

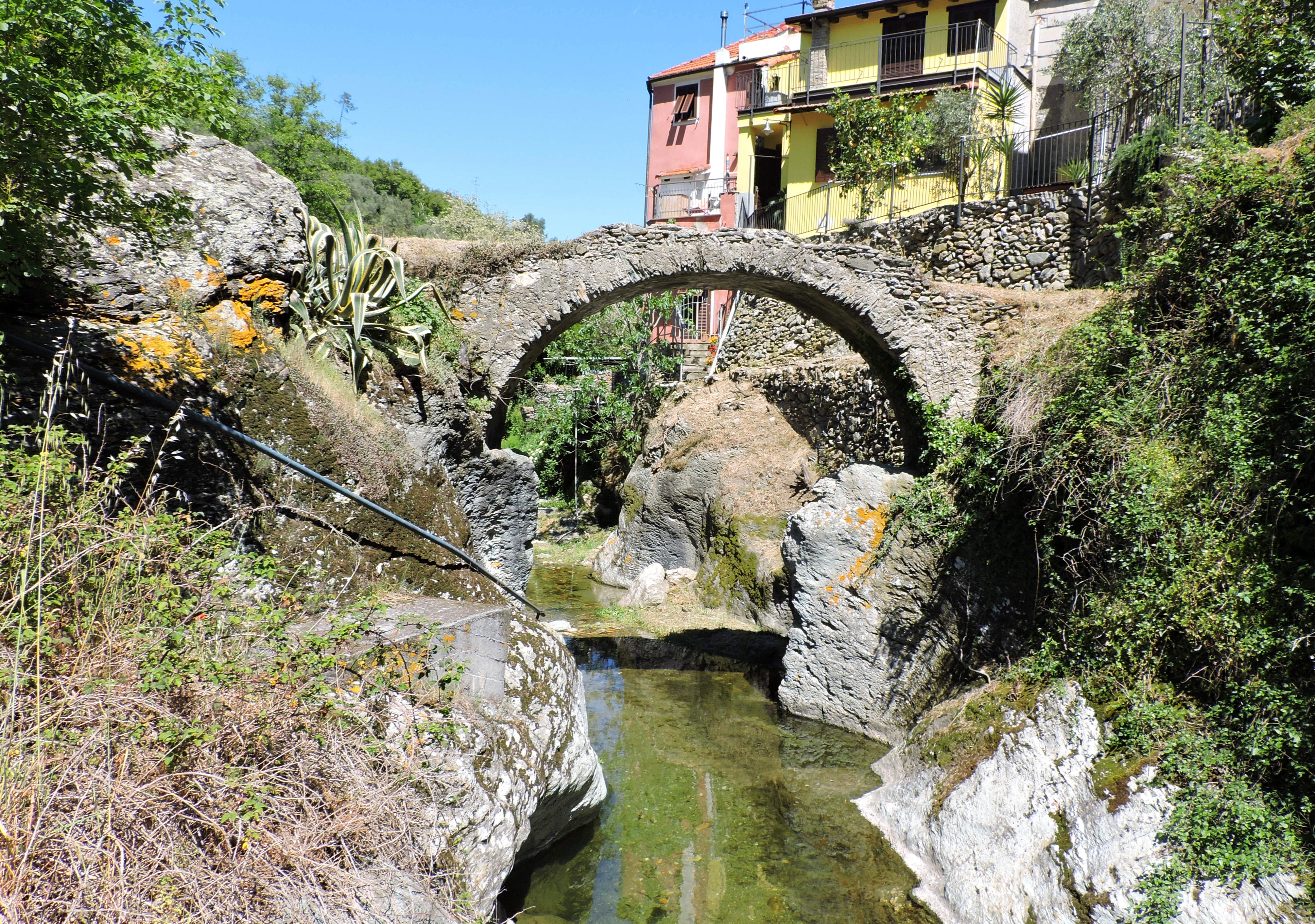
Il torrente in località Ponte dell'Isola

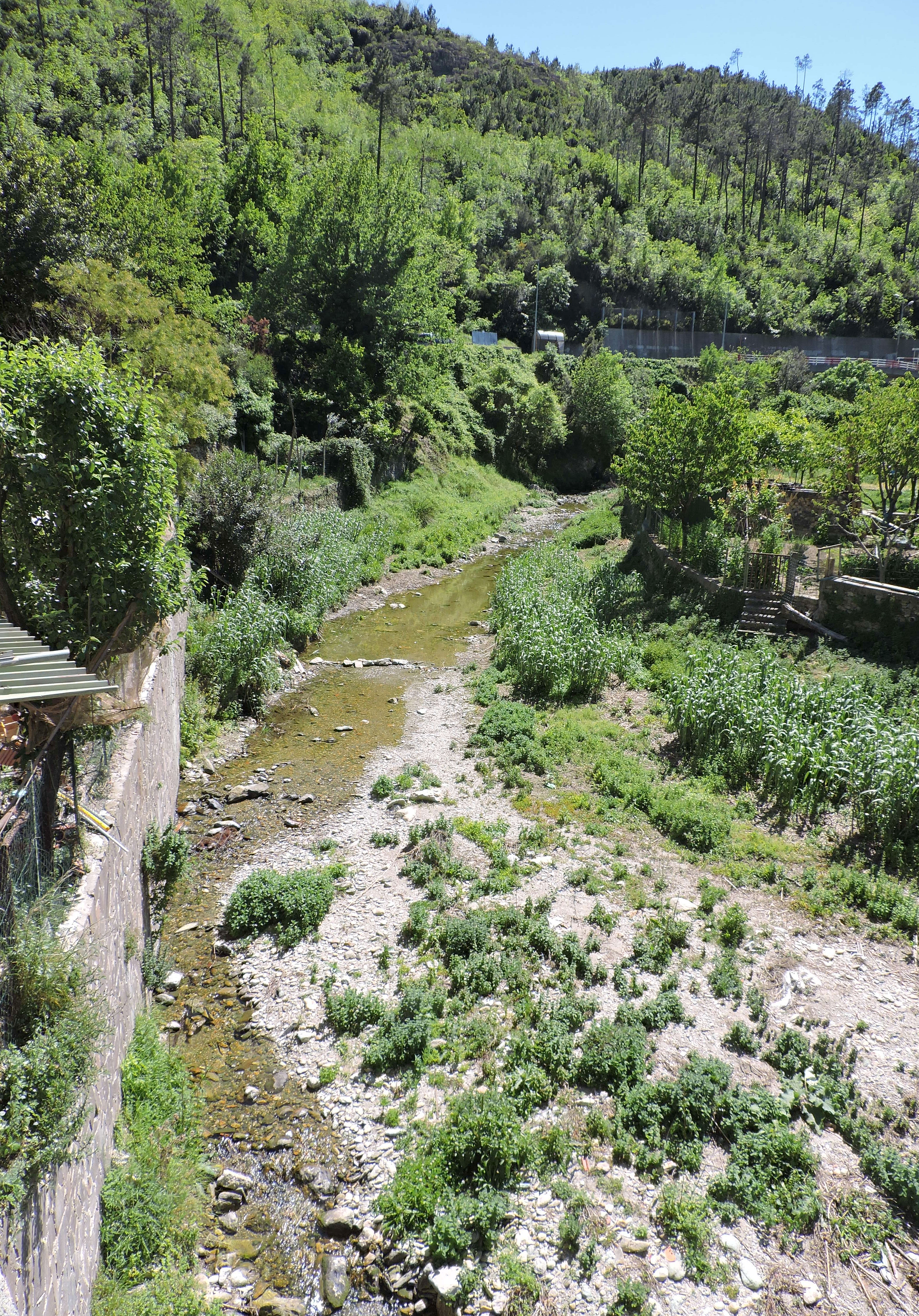
Il Segno a Sant'Ermete

Il torrente nasce dal versante orientale della Rocca dei Corvi, a circa 600 metri di quota, e si dirige inizialmente verso sud-est ricevendo l'apporto di alcuni rii minori. Nei pressi della frazione Vezzi il suo corso ruota verso nord-est, direzione che manterrà grosso modo fino alla foce. Passato a valle della chiesa parrocchiale di Segno viene attraversato dalla strada di collegamento tra Segno ed il centro di Vado in località Ponte dell'Isola. La valletta del torrente si amplia e ospita sul fondovalle Sant'Ermete con la sua chiesa medioevale. Il torrente viene poi scavalcato con un alto viadotto dall'Autostrada dei Fiori e un paio di km più a valle sfocia infine nel Mar Ligure all'interno del porto di Vado, dopo essere stato superato anche dalla Ferrovia Genova-Ventimiglia e dalla Via Aurelia.
Il bacino del torrente è in buona parte compreso nel comune di Vado Ligure (ed in passato nel comune di Segno, oggi soppresso), e interessa in misura minore i comuni di Quiliano e Bergeggi. Confina a nord con il bacino del torrente Quiliano, a ovest con quello dello Sciusa e a sud con quello di alcuni rii minori che sfociano direttamente in mare.

## Affluenti principali
- Sinistra idrografica:
  - rio delle Fasce,
  - rio Giuè,
  - rio Termini.
- Destra idrografica:
  - rio Calcinara.
  - rio Mulini,
  - rio Tecci,
  - rio Erxio.

## Regime idrologico
Il torrente si presenta spesso completamente in secca, specialmente nella parte bassa del suo corso caratterizzata da un suolo molto grossolano e permeabile. Proprio in questa zona però il Segno è esondato in numerose occasioni.